# Gemserod
Gemserod (Doronicum pardalianches) - også kaldet hjertebladet gemserod - er en plante i kurvblomst-familien. I Danmark er arten temmelig sjælden, men den findes af og til som sluttede bevoksninger i skove og parker.

## Beskrivelse
Gemserod er en flerårig, urteagtig plante (en staude) med opret vækst. Stænglen er håret, og den bærer forneden spredtstillede blade med lang stilk, mens de øverste blade er ustilkede. Bladenes overside er lysegrøn og stivhåret, mens undersiden er grågrøn og tæt håret. Blomstringen foregår i april-maj, hvor man finder blomsterne som endestillede, skiveformede kurve med gule enkeltblomster i både skive og rand. Den bægerlignende kurvbund er lysegrøn og håret. Frugterne er nødder med et hårlignende fnokvedhæng.
Rodnettet består af vandrette udløbere med trævlede rødder.
Planterne bliver lidt over 50 cm høje.

## Hjemsted
Denne art af gemserod foretrækker halvskyggede voksesteder med en jordbund, som er neutral og nogenlunde rig på næring. Arten anses for at være indført og forvildet tidligt. I dag er den hjemmehørende i Danmark, men stadig ret sjælden.Den kan findes i skov og krat, i grøfter og på vejrabatter og langs læhegn, åbredder og kyster. Desuden ses den ofte i nærheden af bebyggelser.
På arealerne mellem det tidligere Kysthospital på Refnæs og ned mod Kalundborg Fjord blev der gennemført en fredning i 1988. Pleje og vedligeholdelse påhviler Kalundborg Kommune. Her blev de forårsblomstrende planter registreret i 2016-17, og her fandtes arten voksende i skoven nord for hovedbygningen sammen med bl.a. gul anemone, himmelblå skilla, hulrodet lærkespore, hvid anemone, liden lærkespore, pinselilje, påskelilje, russisk skilla og spansk klokkeskilla.

## Galleri
|  |  |  |
|  |  |  |